# Ronde van Frankrijk 2021/Eindstanden
Deze pagina geeft de eindstanden van de klassementen van de Ronde van Frankrijk 2021. Van het algemeen klassement wordt de top 20 weergegeven en verder wordt de top 10 van het berg-, punten-, jongeren- en ploegenklassement vermeld. De Belg en Nederlander die het hoogst in het klassement geëindigd zijn, indien deze de top 10 niet hebben behaald, worden ook in deze lijst opgenomen. Verder wordt ook de strijdlustigste renner vermeld.

## Eindklassementen

### Algemeen Klassement
| Algemeen Klassement |                        |                                    |            |
| Plaats              | Naam                   | Ploeg                              | Tijd       |
| Gele trui           | Tadej Pogačar          | UAE Team Emirates                  | 82u56'36"  |
| 2                   | Jonas Vingegaard       | Team Jumbo-Visma                   | + 5'20"    |
| 3                   | Richard Carapaz        | INEOS Grenadiers                   | + 7'03"    |
| 4                   | Ben O'Connor           | AG2R-Citroën                       | + 10'02"   |
| 5                   | Wilco Kelderman        | BORA-hansgrohe                     | + 10'13"   |
| 6                   | Enric Mas              | Movistar Team                      | + 11'43"   |
| 7                   | Alexey Lutsenko        | Astana-Premier Tech                | + 12'23"   |
| 8                   | Guillaume Martin       | Cofidis                            | + 15'33"   |
| 9                   | Pello Bilbao           | Bahrain-Victorious                 | + 16'04"   |
| 10                  | Rigoberto Urán         | EF Education-Nippo                 | + 18'34"   |
| 11                  | David Gaudu            | Groupama-FDJ                       | + 21'50"   |
| 12                  | Mattia Cattaneo        | Deceuninck–Quick-Step              | + 24'58"   |
| 13                  | Esteban Chaves         | Team BikeExchange                  | + 37'48"   |
| 14                  | Louis Meintjes         | Intermarché-Wanty-Gobert Matériaux | + 38'09"   |
| 15                  | Aurélien Paret-Peintre | AG2R-Citroën                       | + 49'09"   |
| 16                  | Wout Poels             | Bahrain-Victorious                 | + 50'35"   |
| 17                  | Dylan Teuns            | Bahrain-Victorious                 | + 51'40"   |
| 18                  | Raphaël Guerreiro      | EF Education-Nippo                 | + 54'10"   |
| 19                  | Wout van Aert          | Team Jumbo-Visma                   | + 57'02"   |
| 20                  | Bauke Mollema          | Trek-Segafredo                     | + 1u02'18" |

### Puntenklassement
| Puntenklassement |                    |                       |        |
| Plaats           | Naam               | Ploeg                 | Punten |
| Groene trui      | Mark Cavendish     | Deceuninck–Quick-Step | 337    |
| 2                | Michael Matthews   | Team BikeExchange     | 291    |
| 3                | Sonny Colbrelli    | Bahrain-Victorious    | 227    |
| 4                | Jasper Philipsen   | Alpecin-Fenix         | 216    |
| 5                | Wout van Aert      | Team Jumbo-Visma      | 171    |
| 6                | Matej Mohoric      | Bahrain-Victorious    | 163    |
| 7                | Julian Alaphilippe | Deceuninck–Quick-Step | 163    |
| 8                | Tadej Pogačar      | UAE Team Emirates     | 154    |
| 9                | Michael Morkov     | Team Sunweb           | 124    |
| 10               | Jonas Vingegaard   | Team Jumbo-Visma      | 103    |
|                  |                    |                       |        |
| 18               | Bauke Mollema      | Trek-Segafredo        | 76     |

### Bergklassement
| Bergklassement |                  |                    |        |
| Plaats         | Naam             | Ploeg              | Punten |
| Bolletjestrui  | Tadej Pogačar    | UAE Team Emirates  | 107    |
| 2              | Wout Poels       | Bahrain-Victorious | 88     |
| 3              | Jonas Vingegaard | Team Jumbo-Visma   | 82     |
| 4              | Wout van Aert    | Team Jumbo-Visma   | 68     |
| 5              | Nairo Quintana   | Movistar Team      | 66     |
| 6              | Richard Carapaz  | INEOS Grenadiers   | 56     |
| 7              | Ben O'Connor     | AG2R-Citroën       | 44     |
| 8              | Bauke Mollema    | Trek-Segafredo     | 41     |
| 9              | David Gaudu      | Groupama-FDJ       | 41     |
| 10             | Anthony Perez    | Cofidis            | 37     |

| Jongerenklassement |                        |                    |            |
| Plaats             | Naam                   | Ploeg              | Tijd       |
| Witte trui         | Tadej Pogačar          | UAE Team Emirates  | 82u56'36"  |
| 2                  | Jonas Vingegaard       | Team Jumbo-Visma   | + 5'20"    |
| 3                  | David Gaudu            | Groupama-FDJ       | + 21'50"   |
| 4                  | Aurélien Paret-Peintre | AG2R-Citroën       | + 39'09"   |
| 5                  | Sergio Higuita         | EF Education-Nippo | + 1u09'16" |
| 6                  | Valentin Madouas       | Groupama-FDJ       | + 2u11'39" |
| 7                  | Neilson Powless        | EF Education-Nippo | + 2u13'33" |
| 8                  | Mark Donovan           | Team DSM           | + 2u17'40" |
| 9                  | Jonas Rutsch           | EF Education-Nippo | + 2u29'33" |
| 10                 | Brent Van Moer         | Lotto Soudal       | + 2u43'49" |
|                    |                        |                    |            |
| 23                 | Ide Schelling          | BORA-hansgrohe     | + 3u51'16" |

### Ploegenklassement
| Ploegenklassement |                     |            |
| Plaats            | Ploeg               | Tijd       |
|                   | Bahrain-Victorious  | 249u16'47" |
| 2                 | EF Education-Nippo  | + 19'12"   |
| 3                 | Team Jumbo-Visma    | + 1u11'35" |
| 4                 | INEOS Grenadiers    | + 1u27'10" |
| 5                 | AG2R-Citroën        | + 1u31'54" |
| 6                 | BORA-hansgrohe      | + 1u36'44" |
| 7                 | Trek-Segafredo      | + 1u47'04" |
| 8                 | Astana-Premier Tech | + 2u01'45" |
| 9                 | Movistar Team       | + 2u04'28" |
| 10                | UAE Team Emirates   | + 2u38'08" |

### Meest strijdlustige renner
| Renner             | Ploeg                 | Eindresultaat |
| ------------------ | --------------------- | ------------- |
| Franck Bonnamour   | B&B Hotels            | Winnaar       |
| Julian Alaphilippe | Deceuninck–Quick-Step | Genomineerd   |
| Wout van Aert      | Team Jumbo-Visma      | Genomineerd   |
| David Gaudu        | Groupama-FDJ          | Genomineerd   |
| Neilson Powless    | Trek-Segafredo        | Genomineerd   |
| Anthony Perez      | Cofidis               | Genomineerd   |
| Wout Poels         | Bahrain-Victorious    | Genomineerd   |
| Matej Mohoric      | Bahrain-Victorious    | Genomineerd   |
| Nils Politt        | BORA-hansgrohe        | Genomineerd   |

1e etappe ·
2e etappe ·
3e etappe ·
4e etappe ·
5e etappe ·
6e etappe ·
7e etappe ·
8e etappe ·
9e etappe ·
10e etappe ·
11e etappe ·
12e etappe ·
13e etappe ·
14e etappe ·
15e etappe ·
16e etappe ·
17e etappe ·
18e etappe ·
19e etappe ·
20e etappe ·
21e etappe
Startlijst · Eindstanden · Afbeeldingen